# Comuna Salcia, Șoldănești
Comuna Salcia este o comună din raionul Șoldănești, Republica Moldova. Este formată din satele Salcia (sat-reședință) și Lelina.

## Demografie
Conform datelor recensământului din 2014, comuna are o populație de 973 de locuitori. La recensământul din 2004 erau 1.053 de locuitori.

## Administrație și politică
Componența Consiliului local Salcia (9 consilieri), ales la 5 noiembrie 2023, este următoarea:
|  | Partid                            | Consilieri | Componență | Componență | Componență | Componență | Componență |
|  | --------------------------------- | ---------- | ---------- | ---------- | ---------- | ---------- | ---------- |
|  | Partidul Acțiune și Solidaritate  | 5          |            |            |            |            |            |
|  | Partidul Social Democrat European | 3          |            |            |            |            |            |
|  | Candidat independent ION IAPĂRĂ   | 1          |            |            |            |            |            |